# PLFA I 2017
La PLFA I 2017 è la 10ª edizione del campionato di football americano di secondo livello, organizzato dalla PZFA.

## Squadre partecipanti
| Club              | Città     | Stadio | Sponsor ufficiale | Risultato nella stagione 2016 |
| ----------------- | --------- | ------ | ----------------- | ----------------------------- |
| Bydgoszcz Archers | Bydgoszcz |        |                   |                               |
| Gliwice Lions     | Gliwice   |        |                   |                               |
| Kozły Poznań      | Poznań    |        |                   |                               |
| Kraków Kings      | Cracovia  |        |                   |                               |
| Olsztyn Lakers    | Olsztyn   |        |                   |                               |
| Rhinos Wyszków    | Wyszków   |        |                   |                               |
| Silesia Rebels    | Katowice  |        |                   |                               |
| Warsaw Dukes      | Varsavia  |        |                   |                               |
| Warsaw Sharks     | Varsavia  |        |                   |                               |
| Wilki Łódzkie     | Łódź      |        |                   |                               |

## Stagione regolare

### Calendario

#### 1ª giornata
| Bydgoszcz 18 marzo 2017, ore 13:00 | Bydgoszcz Archers | 14 – 22 (7-6 7-0 0-6 0-10) referto | Rhinos Wyszków | (100 spett.)\| Arbitro: \| Żak \| |
| Arbitro:                           | Żak               |                                    |                |                                   |

| Chorzów 19 marzo 2017, ore 11:30 | Silesia Rebels | 25 – 2 (6-0 19-2 0-0 0-0) referto | Gliwice Lions | Stadion Śląski (500 spett.)\| Arbitro: \| Rączkowski \| |
| Arbitro:                         | Rączkowski     |                                   |               |                                                         |

| Varsavia 19 marzo 2017, ore 12:30 | Warsaw Sharks | 23 – 10 (3-0 6-3 6-0 8-7) referto | Olsztyn Lakers | (400 spett.)\| Arbitro: \| Żak \| |
| Arbitro:                          | Żak           |                                   |                |                                   |

| Ząbki 19 marzo 2017, ore 17:30 | Warsaw Dukes | 42 – 6 (6-0 22-0 7-6 7-0) referto | Wilki Łódzkie | Stadion MOSIR Ząbki (300 spett.)\| Arbitro: \| Żołądek \| |
| Arbitro:                       | Żołądek      |                                   |               |                                                           |

#### 2ª giornata
| Cracovia 25 marzo 2017, ore 12:00 | Kraków Kings | 28 – 6 (7-0 14-0 7-0 0-6) referto | Silesia Rebels | Stadion WKS Wawel (600 spett.)\| Arbitro: \| Przybyła \| |
| Arbitro:                          | Przybyła     |                                   |                |                                                          |

| Varsavia 25 marzo 2017, ore 12:30 | Warsaw Sharks | 46 – 6 (13-6 0-0 12-0 21-0) referto | Bydgoszcz Archers | (350 spett.)\| Arbitro: \| Radziński \| |
| Arbitro:                          | Radziński     |                                     |                   |                                         |

| Gliwice 26 marzo 2017, ore 12:00 | Gliwice Lions | 0 – 41 (0-14 0-14 0-7 7-0) referto | Warsaw Dukes | Boisko Sportowe Gliwice (150 spett.) |

| Poznań 26 marzo 2017, ore 12:00 | Kozły Poznań | 35 – 14 (6-7 3-0 12-7 14-0) referto | Rhinos Wyszków | (500 spett.)\| Arbitro: \| Żołądek \| |
| Arbitro:                        | Żołądek      |                                     |                |                                       |

#### 3ª giornata
| Bydgoszcz 1º aprile 2017, ore 16:30 | Bydgoszcz Archers | 6 – 20 (0-0 0-0 0-7 6-13) referto | Kozły Poznań | (100 spett.)\| Arbitro: \| Żołądek \| |
| Arbitro:                            | Żołądek           |                                   |              |                                       |

| Łódź 1º aprile 2017, ore 17:30 | Wilki Łódzkie | 35 – 0 (7-0 21-0 7-0 0-0) referto | Gliwice Lions | (250 spett.)\| Arbitro: \| Żak \| |
| Arbitro:                       | Żak           |                                   |               |                                   |

| Ząbki 2 aprile 2017, ore 13:00 | Warsaw Dukes | 20 – 26 (0-26 6-0 0-0 14-0) referto | Kraków Kings | Stadion MOSiR Ząbki (450 spett.)\| Arbitro: \| Żołądek \| |
| Arbitro:                       | Żołądek      |                                     |              |                                                           |

| Wyszków 2 aprile 2017, ore 14:00 | Rhinos Wyszków | 47 – 40 (13-10 13-7 7-7 14-16) referto | Olsztyn Lakers | (400 spett.)\| Arbitro: \| Pruszkowski \| |
| Arbitro:                         | Pruszkowski    |                                        |                |                                           |

#### 4ª giornata
| Poznań 8 aprile 2017, ore 13:00 | Kozły Poznań | 14 – 28 (0-8 14-20 0-0 0-0) referto | Warsaw Sharks | Stadion Golęcin (500 spett.)\| Arbitro: \| Brueck \| |
| Arbitro:                        | Brueck       |                                     |               |                                                      |

| Cracovia 9 aprile 2017, ore 12:00 | Kraków Kings  | 26 – 0 (7-0 13-0 6-0 0-0) referto | Wilki Łódzkie | Stadion WKS Wawel (500 spett.)\| Arbitro: \| Walentynowicz \| |
| Arbitro:                          | Walentynowicz |                                   |               |                                                               |

| Chorzów 9 aprile 2017, ore 12:00 | Silesia Rebels | 26 – 20 (7-0 6-0 0-13 13-7) referto | Warsaw Dukes | Stadion Śląski (300 spett.)\| Arbitro: \| Przybyła \| |
| Arbitro:                         | Przybyła       |                                     |              |                                                       |

| Olsztyn 9 aprile 2017, ore 13:00 | Olsztyn Lakers | 23 – 7 (7-0 7-0 0-7 9-0) referto | Bydgoszcz Archers | (800 spett.)\| Arbitro: \| Żołądek \| |
| Arbitro:                         | Żołądek        |                                  |                   |                                       |

#### 5ª giornata
| Varsavia 22 aprile 2017, ore 13:00 | Warsaw Sharks | 47 – 12 (13-6 26-0 8-0 0-6) referto | Rhinos Wyszków | (300 spett.)\| Arbitro: \| Przybyła \| |
| Arbitro:                           | Przybyła      |                                     |                |                                        |

| Łódź 22 aprile 2017, ore 15:00 | Wilki Łódzkie | 18 – 6 (12-0 0-6 6-0 0-0) referto | Silesia Rebels | (200 spett.)\| Arbitro: \| Rączkowski \| |
| Arbitro:                       | Rączkowski    |                                   |                |                                          |

| Gliwice 23 aprile 2017, ore 13:00 | Gliwice Lions | 0 – 38 (0-6 0-18 0-14 0-0) referto | Kraków Kings | Boisko Sportowe Gliwice (50 spett.)\| Arbitro: \| Walentynowicz \| |
| Arbitro:                          | Walentynowicz |                                    |              |                                                                    |

| Olsztyn 23 aprile 2017, ore 13:00 | Olsztyn Lakers | 38 – 35 (d.t.s.) (7-14 0-0 0-7 21-7 10-7) referto | Kozły Poznań | (300 spett.)\| Arbitro: \| Radziński \| |
| Arbitro:                          | Radziński      |                                                   |              |                                         |

#### 6ª giornata
| Wyszków 29 aprile 2017, ore 15:00 | Rhinos Wyszków | 21 – 24 (14-16 7-0 0-8 0-0) referto | Bydgoszcz Archers | (200 spett.)\| Arbitro: \| Żołądek \| |
| Arbitro:                          | Żołądek        |                                     |                   |                                       |

| Ząbki 30 aprile 2017, ore 12:00 | Warsaw Dukes | 36 – 0 (14-0 16-0 6-0 0-0) referto | Gliwice Lions | Stadion MOSiR Ząbki (100 spett.)\| Arbitro: \| Rączkowski \| |
| Arbitro:                        | Rączkowski   |                                    |               |                                                              |

| Chorzów 30 aprile 2017, ore 12:00 | Silesia Rebels | 0 – 23 (0-16 0-7 0-0 0-0) referto | Kraków Kings | Stadion Śląski (200 spett.)\| Arbitro: \| Przybyła \| |
| Arbitro:                          | Przybyła       |                                   |              |                                                       |

| Olsztyn 30 aprile 2017, ore 13:00 | Olsztyn Lakers | 21 – 58 (7-6 14-34 0-12 0-6) referto | Warsaw Sharks | (300 spett.)\| Arbitro: \| Żołądek \| |
| Arbitro:                          | Żołądek        |                                      |               |                                       |

#### 7ª giornata
| Gliwice 6 maggio 2017, ore 13:00 | Gliwice Lions | 8 – 14 (0-7 0-7 0-0 8-0) referto | Silesia Rebels | Boisko Sportowe Gliwice (100 spett.)\| Arbitro: \| Przybyła \| |
| Arbitro:                         | Przybyła      |                                  |                |                                                                |

| Bydgoszcz 6 maggio 2017, ore 17:30 | Bydgoszcz Archers | 0 – 37 (0-16 0-21 0-0 0-0) referto | Warsaw Sharks | (150 spett.)\| Arbitro: \| Radziński \| |
| Arbitro:                           | Radziński         |                                    |               |                                         |

| Poznań 7 maggio 2017, ore 15:00 | Kozły Poznań | 13 – 16 (6-0 0-10 0-6 7-0) referto | Olsztyn Lakers | Stadion Golęcin (250 spett.)\| Arbitro: \| Rączkowski \| |
| Arbitro:                        | Rączkowski   |                                    |                |                                                          |

| Łódź 7 maggio 2017, ore 18:00 | Wilki Łódzkie | 28 – 10 (6-0 8-0 0-2 14-8) referto | Warsaw Dukes | (300 spett.)\| Arbitro: \| Żak \| |
| Arbitro:                      | Żak           |                                    |              |                                   |

#### 8ª giornata
| Cracovia 13 maggio 2017, ore 12:00 | Kraków Kings | 14 – 12 (0-6 7-6 0-0 7-0) referto | Warsaw Dukes | Stadion WKS Wawel (250 spett.)\| Arbitro: \| Żołądek \| |
| Arbitro:                           | Żołądek      |                                   |              |                                                         |

| Varsavia 13 maggio 2017, ore 13:00 | Warsaw Sharks | 61 – 7 (14-7 21-0 12-0 7-0) referto | Kozły Poznań | (300 spett.)\| Arbitro: \| Ratajczak \| |
| Arbitro:                           | Ratajczak     |                                     |              |                                         |

| Gliwice 14 maggio 2017, ore 13:00 | Gliwice Lions | 6 – 50 (0-22 6-12 0-8 0-8) referto | Wilki Łódzkie | Boisko Sportowe Gliwice (50 spett.) |

| Olsztyn 14 maggio 2017, ore 14:00 | Olsztyn Lakers | 49 – 47 (14-0 14-14 14-12 7-21) referto | Rhinos Wyszków | (1000 spett.)\| Arbitro: \| Zarganis \| |
| Arbitro:                          | Zarganis       |                                         |                |                                         |

#### 9ª giornata
| Łódź 20 maggio 2017, ore 17:30 | Wilki Łódzkie | 21 – 26 (0-6 8-14 6-0 7-6) referto | Kraków Kings | (300 spett.) |

| Bydgoszcz 20 maggio 2017, ore 17:30 | Bydgoszcz Archers | 6 – 35 (0-0 6-7 0-16 0-12) referto | Olsztyn Lakers | (150 spett.)\| Arbitro: \| Rączkowski \| |
| Arbitro:                            | Rączkowski        |                                    |                |                                          |

| Wyszków 21 maggio 2017, ore 12:00 | Rhinos Wyszków | 27 – 41 (7-7 7-13 6-14 7-7) referto | Kozły Poznań | (250 spett.)\| Arbitro: \| Walentynowicz \| |
| Arbitro:                          | Walentynowicz  |                                     |              |                                             |

| Ząbki 21 maggio 2017, ore 13:00 | Warsaw Dukes | 25 – 6 (3-0 15-6 0-0 7-0) referto | Silesia Rebels | Stadion MOSiR Ząbki\| Arbitro: \| Brueck \| |
| Arbitro:                        | Brueck       |                                   |                |                                             |

#### 10ª giornata
| Poznań 27 maggio 2017, ore 12:00 | Kozły Poznań | 27 – 24 (7-0 0-8 7-0 13-16) referto | Bydgoszcz Archers | Stadion Golęcin (250 spett.)\| Arbitro: \| Karaś \| |
| Arbitro:                         | Karaś        |                                     |                   |                                                     |

| Chorzów 28 maggio 2017, ore 12:00 | Silesia Rebels | 34 – 12 (12-0 8-6 6-6 8-0) referto | Wilki Łódzkie | Stadion Śląski (400 spett.)\| Arbitro: \| Walentynowicz \| |
| Arbitro:                          | Walentynowicz  |                                    |               |                                                            |

| Cracovia 28 maggio 2017, ore 12:00 | Kraków Kings | 57 – 8 (24-8 20-0 7-0 6-0) referto | Gliwice Lions | Stadion WKS Wawel (200 spett.)\| Arbitro: \| Rączkowski \| |
| Arbitro:                           | Rączkowski   |                                    |               |                                                            |

| Wyszków 28 maggio 2017, ore 13:00 | Rhinos Wyszków | 14 – 50 (0-20 6-18 8-12 0-0) referto | Warsaw Sharks | (150 spett.)\| Arbitro: \| Karaś \| |
| Arbitro:                          | Karaś          |                                      |               |                                     |

### Classifica
La classifica della regular season è la seguente:
- PCT = percentuale di vittorie, G = partite giocate, V = partite vinte,  P = partite perse, PF = punti fatti, PS = punti subiti

#### Girone Nord
| Pos. | Squadra           | PCT   | G | V | P | PF  | PS  |
| ---- | ----------------- | ----- | - | - | - | --- | --- |
| 1    | Warsaw Sharks     | 1.000 | 8 | 8 | 0 | 350 | 84  |
| 2    | Olsztyn Lakers    | .625  | 8 | 5 | 3 | 232 | 236 |
| 3    | Kozły Poznań      | .500  | 8 | 4 | 4 | 192 | 214 |
| 4    | Rhinos Wyszków    | .250  | 8 | 2 | 6 | 204 | 300 |
| 5    | Bydgoszcz Archers | .125  | 8 | 1 | 7 | 87  | 231 |

#### Girone Sud
| Pos. | Squadra        | PCT   | G | V | P | PF  | PS  |
| ---- | -------------- | ----- | - | - | - | --- | --- |
| 1    | Kraków Kings   | 1.000 | 8 | 8 | 0 | 238 | 67  |
| 2    | Warsaw Dukes   | .500  | 8 | 4 | 4 | 206 | 106 |
| 3    | Silesia Rebels | .500  | 8 | 4 | 4 | 117 | 136 |
| 4    | Wilki Łódzkie  | .500  | 8 | 4 | 4 | 17  | 150 |
| 5    | Gliwice Lions  | .000  | 8 | 0 | 8 | 24  | 296 |

## Playoff

### Tabellone
|  | Semifinali | Semifinali     | Semifinali |               |    | X PLFA I Finał | X PLFA I Finał | X PLFA I Finał |  |
|  |            |                |            |               |    |                |                |                |  |
|  | 1S         | Kraków Kings   | 42         |               |    |                |                |                |  |
|  | 1S         | Kraków Kings   | 42         |               |    |                |                |                |  |
|  | 2N         | Olsztyn Lakers | 0          |               |    |                |                |                |  |
|  | 2N         | Olsztyn Lakers | 0          |               | 1S | Kraków Kings   | 14             |                |  |
|  |            |                |            |               | 1S | Kraków Kings   | 14             |                |  |
|  |            |                | 1N         | Warsaw Sharks | 26 |                |                |                |  |
|  | 1N         | Warsaw Sharks  | 1N         | Warsaw Sharks | 26 | 28             |                |                |  |
|  | 1N         | Warsaw Sharks  |            |               |    |                |                |                |  |
|  | 2S         | Warsaw Dukes   | 13         |               |    |                |                |                |  |

### Semifinali
| Varsavia 3 giugno 2017, ore 13:00 | Warsaw Sharks | 28 – 13 (7-7 7-6 8-0 6-0) referto | Warsaw Dukes | BOPN (800 spett.)\| Arbitro: \| Jurzyk \| |
| Arbitro:                          | Jurzyk        |                                   |              |                                           |

| Cracovia 4 giugno 2017, ore 14:30 | Kraków Kings | 42 – 0 (7-0 14-0 8-0 13-0) referto | Olsztyn Lakers | KS Wanda (300 spett.)\| Arbitro: \| Rączkowski \| |
| Arbitro:                          | Rączkowski   |                                    |                |                                                   |

### X PLFA I Finał
| Cracovia 17 giugno 2017, ore 13:00 | Kraków Kings  | 14 – 26 (7-6 7-6 0-8 0-6) referto | Warsaw Sharks | Stadion WKS Wawel (900 spett.)\| Arbitro: \| Walentynowicz \| |
| Arbitro:                           | Walentynowicz |                                   |               |                                                               |

## X PLFA I Finał
La X PLFA I Finał è stata disputata il 17 giugno 2017 allo Stadion WKS Wawel di Cracovia. L'incontro è stato vinto dai Warsaw Sharks sui Kraków Kings con il risultato di 26 a 14.

## Spareggio retrocessione
| Bydgoszcz 14 ottobre 2017, ore 14:00 | Bydgoszcz Archers | 20 – 13 (13-0 0-6 7-0 0-7) referto | Tytani Lublin |  |

## Verdetti
- Warsaw Sharks Campioni della PLFA I 2017
- Bydgoszcz Archers non retrocessi